# Caligus auxisi
Caligus auxisi är en kräftdjursart som beskrevs av Pillai 1963. Caligus auxisi ingår i släktet Caligus och familjen Caligidae. Inga underarter finns listade i Catalogue of Life.